# Bridgeport, Connecticut
Bridgeport là thành phố đông dân nhất bang Connecticut, thành phố nằm ở quận Fairfield, tiểu bang Connecticut, Hoa Kỳ. Thành phố nằm trong Vùng đô thị New York. Dân số theo điều tra năm 2005 của Cục điều tra dân số Hoa Kỳ là 139.008 người, dân số theo điều tra năm 2010 là 144.229 người và là lõi của khu vực Đại Bridgeport. Bridgeport cũng là trung tâm của khu vực đô thị lớn thứ 31 tại Hoa Kỳ, ngay sau Austin, Texas (thứ 40).